# Extended Versions (álbum de Glass Tiger)
Extended Versions (español: Versiones extendidas) es el quinto álbum de la banda canadiense Glass Tiger. Fue lanzado bajo la discográfica Sony BMG Music Entertainment el 28 de noviembre de 2006. Fue grabado en un concierto en The Phoenix Club que se ubica en Toronto, Ontario, el 19 de marzo de 2005. El nuevo álbum incluye una canción nueva «I Am With You Tonight» que no se había dado a conocer antes.

## Lista de canciones
| Extended Versions |                                   |                                                                  |          |  |
| N.º               | Título                            | Escritor(es)                                                     | Duración |  |
| 1.                | «Thin Red Line»                   | Alan Frew, Sam Reid, Michael Hanson, Wayne Parker, Alan Connelly | 5:03     |  |
| 2.                | «I Will Be There»                 | Alan Frew, Sam Reid, Michael Hanson, Wayne Parker, Alan Connelly | 3:46     |  |
| 3.                | «You'r What I Look For»           | Alan Frew, Sam Reid, Michael Hanson, Wayne Parker, Alan Connelly | 4:16     |  |
| 4.                | «Give It Away»                    | Alan Frew, Sam Reid, Jim Vallance                                | 5:28     |  |
| 5.                | «I'm Still Searching»             | Alan Frew, Sam Reid, Michael Hanson                              | 4:04     |  |
| 6.                | «I Am With You Tonight»           | Alan Frew, Sam Reid, Alan Connelly                               | 3:16     |  |
| 7.                | «My Town»                         | Alan Frew, Wayne Parker, James Cregan, Alan Connelly             | 4:34     |  |
| 8.                | «My Song»                         | Alan Frew, Sam Reid, Jim Vallance                                | 5:10     |  |
| 9.                | «Someday»                         | Alan Frew, Jim Vallence, Alan Connelly                           | 5:09     |  |
| 10.               | «Don't Forget Me (When I'm Gone)» | Alan Frew, Sam Reid, Jim Vallence                                | 4:53     |  |
| 45:39             |                                   |                                                                  |          |  |

## Créditos

### Músicos
- Alan Frew: vocales, compositor
- Al Connelly: guitarra
- Sam Reid: teclados, compositor
- Wayne Parker: bajo, compositor
- Chris McNeill: batería
- Jim Vallence: compositor
- Michael Hanson: compositor

### Producción
- Sam Reid: productor
- John Lappen: asistente de A&R
- Gordon Hawkins: fotografías de carátula